# Baillies Bacolet
Baillies Bacolet ist eine Siedlung bei Syracuse im Südosten des Inselstaates Grenada in der Karibik.

## Geographie
Die Siedlung liegt im Parish Saint David, nur wenig ins Landesinnere zurückgesetzt oberhalb der Schlucht La Chaussée bei Stetsenville und nur wenige Meter südwestlich von Syracuse an der Küstenstraße. Der Ort liegt auf einer Höhe von ca. 38 m.
Der Ort erhält seinen Namen vom Baillies Bacolet Estate oberhalb von Saint David Harbour und Little Bacolet Bay (Ance du Petit Bacolet).